# 實時時鐘

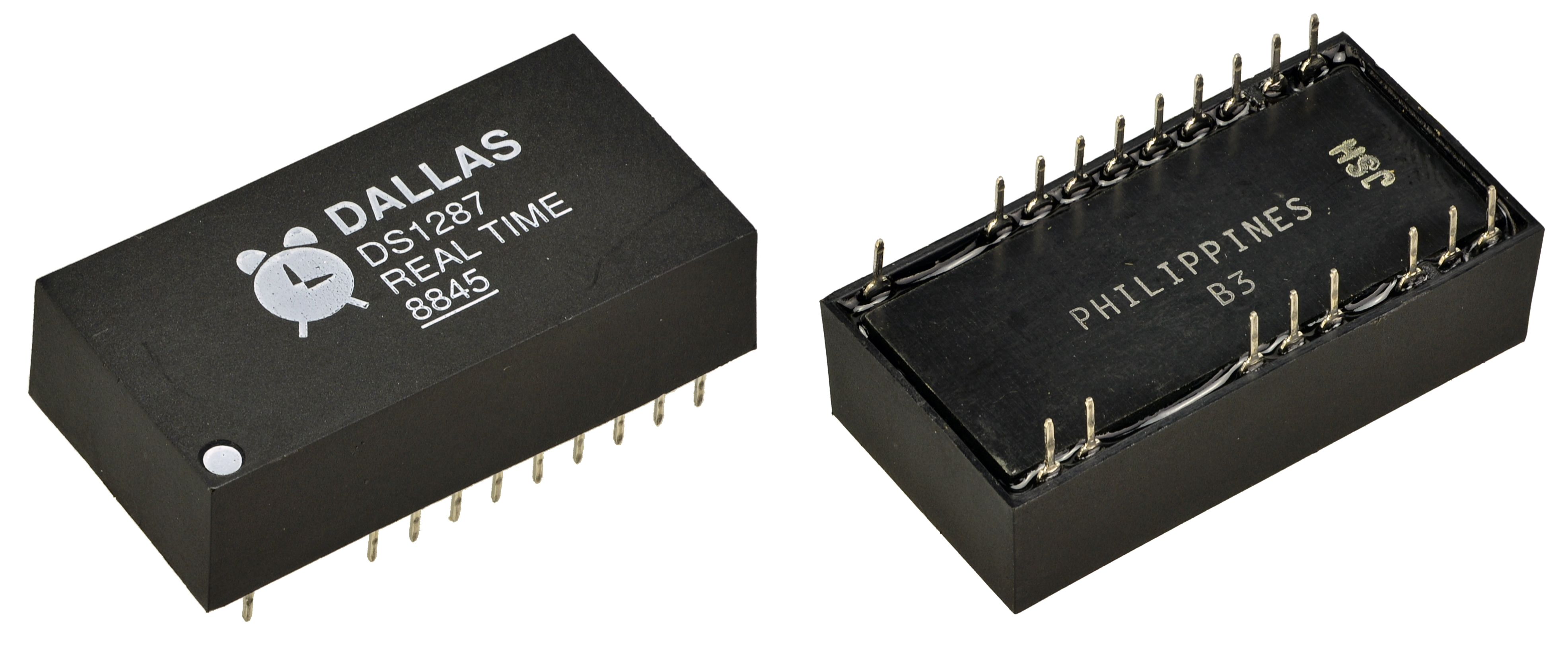
由達拉斯半导体于1988年所製造的DS1287實時時鐘

實時時鐘（Real-time clock，RTC）是指可以像時鐘一樣輸出實際時間的電子設備，一般會是積體電路，因此也稱為时钟芯片。此名詞常用來表示在個人電腦、伺服器或嵌入式系统中有此機能的設備，不過許多需要精確時的系統都會有此功能。
實時時鐘和定時器訊號（Clock signal）不同，後者只是中一個表示時間的方波訊號，而且不會以日常使用的時間單位表示。

## 目的
一個沒有實時時鐘的系統也可以計算實際時間，不過使用實時時鐘有以下的優點：
- 消耗功率低（當使用輔助電源時格外重要）
- 讓主系統處理更需时效性的工作
- 有時會比其他方式的輸出要更準確

全球定位系統的接收器若配合實時時鐘，可減少其開機時所需的時間，開機時可將其得到的時間和上次接收到有效訊號的時間相比較。若二者時間相差在幾個小時以內，則上次的星曆表仍然可以有效，可以正常使用。

## 電源來源
實時時鐘一般會有備用電源，當主電源斷電或無法使用時，實時時鐘可利用備用電源來繼續計算時間。有些系統的備用電源會用鋰電池，不過有些較新的系統會使用超级电容，其優點是可充電，而且可焊接在印刷電路板上。備用電源也可作為揮發性CMOS記憶體的電源。

## 時脈來源
許多實時時鐘以石英晶體諧振器為其時脈的來源，不過有些則是利用交流電源的頻率。若使用石英晶體諧振器，多半諧振器的頻率會和石英鐘中的諧振器頻率相同，為32.768 kHz.。此頻率恰為每秒215次，方便配合簡單的二進位計數器一起使用。

## 實例

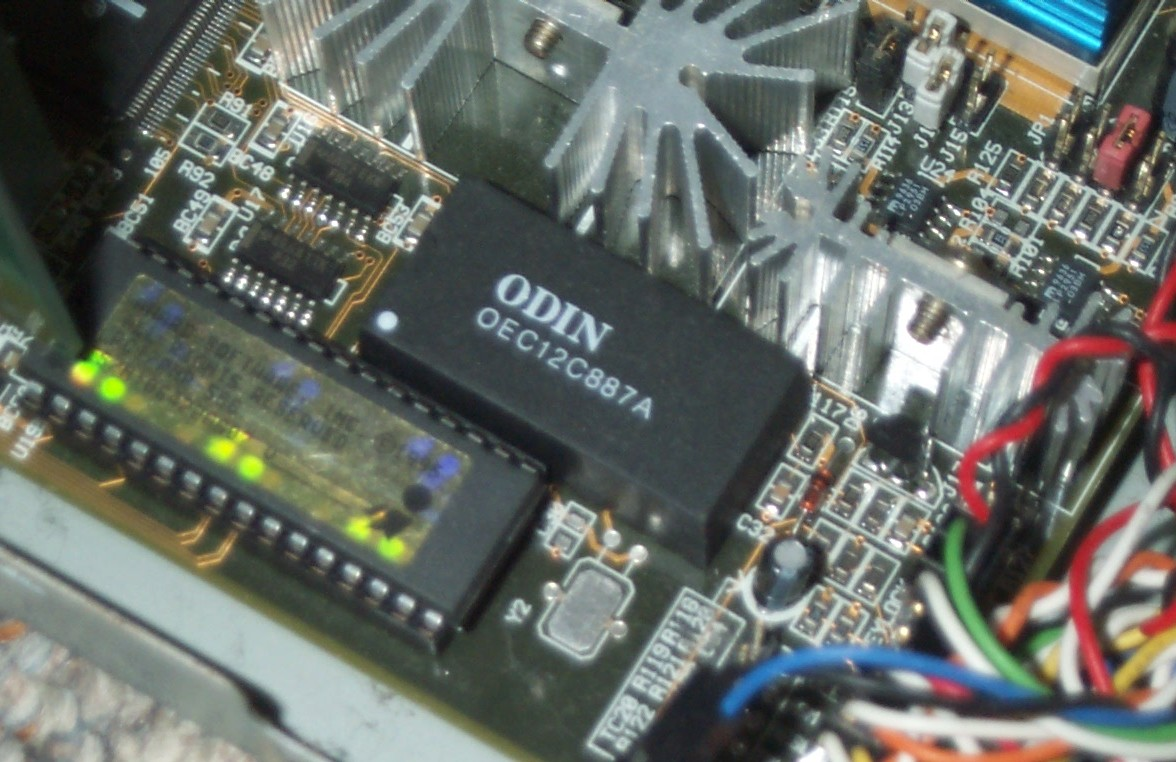
標示ODIN的IC是一個實時時鐘，可和达拉斯半導體實時時鐘相容

許多積體電路供應商都有販售實時時鐘，例如精工愛普生、英特矽爾、Maxim、恩智浦半導體、德州儀器及意法半導體等。第一台使用實時時鐘的個人電腦是1984年的IBM PC AT，使用的是MC146818的實時時鐘，後來达拉斯半導體也開發了相容的實時時鐘，常用在早期的個人電腦中。較晚期的電腦常將實時時鐘內建在南橋晶片中。
有些具有許多週邊的單晶片也會內建實時時鐘的功能。